# Четыре дня
«Четыре дня» — рассказ Всеволода Гаршина, написанный в 1877 году. Произведение создано на основе реальной истории и первоначально имело подзаголовок «Один из эпизодов войны».
Рассказ впервые опубликован в журнале «Отечественные записки» (1877, № 10). Ещё при жизни автора был переведён на несколько европейских языков.

## История создания
В студенческие годы Гаршин отправился добровольцем на русско-турецкую войну. Там он стал свидетелем истории, которая произвела на молодого бойца сильное впечатление. Рядовому Болховского полка Василию Арсеньеву в бою перебило ноги. Оказавшись без еды и питья, он сумел снять флягу с убитого солдата противника и благодаря воде продержаться более четырёх суток. Раненого нашли люди 6-й роты, в которой служил Гаршин, и доставили в лазарет, где спустя некоторое время он всё же скончался.
Об этом фронтовом эпизоде Гаршин сообщил в письме к матери (1877, 21 июля). Позже, попав в госпиталь, он приступил к созданию рассказа, рукопись которого была отправлена в «Отечественные записки». Сохранив основную фактическую канву, автор в то же время сознательно подкорректировал некоторые детали. Так, герой «Четырёх дней», в отличие от настоящего Арсеньева, сам убил неприятеля, фляга которого спасла ему жизнь. Кроме того, писатель изменил национальность — убитый, по его версии, оказался египетским феллахом, силой посланным на войну. С помощью новых подробностей Гаршин сместил центр сюжета в сторону моральных терзаний героя.
Он взял положение неведомого солдата и вставил в эту рамку собственные мысли и чувства. Для Гаршина и его поколения вся психология «проклятых вопросов» сводилась к вопросу о правде или неправде в конечной области людских отношений.

## Сюжет
Повествование ведётся от лица рядового Иванова, отправившегося добровольцем на русско-турецкую войну и очнувшегося в лесу после одного из боёв. Сначала идёт поток воспоминаний о минувшем дне: выстрелы, падающие и стреляющие люди, бегущий прямо на рассказчика солдат противника, штыковая атака. Затем все звуки разом исчезают, над головой появляется синее небо. Потом и оно гаснет.
Придя в себя, Иванов обнаруживает, что не может подняться: обе ноги перебиты. Неподалёку неподвижно лежит заколотый им солдат — феллах в египетском мундире. Чувство вины перед незнакомым человеком, никогда не слышавшим ни о России, ни о Болгарии, перемешивается с чувством жажды. На теле феллаха видна фляга с водой. Чтобы добраться до неё, надо по земле преодолеть расстояние в две сажени. Этот путь кажется Иванову вечностью.
Воды во фляге, по расчётам Иванова, должно хватить на пять суток. Однако невозможность передвигаться ввергает героя в отчаяние. Кажется, что приходит спасение: на переходе через ручей появляются казаки. Рассказчик тщетно пытается докричаться до них, потом падает в изнеможении и не замечает, что из опрокинутой фляги вытекает драгоценная жидкость. Когда он это обнаруживает, воды остаётся на полстакана.
Так проходят четыре дня. Иванов начинает угасать, когда на него натыкается ефрейтор Яковлев, отправившийся вместе с товарищами искать раненых и убитых. Далее события развиваются стремительно: вода, носилки, лазарет, операция. Доктор Пётр Иваныч сообщает пришедшему в сознание бойцу, что «одну ножку пришлось отнять», но жить он будет.

## Отзывы
Литературный дебют Гаршина вызвал немало откликов среди его современников. Одна из самых эмоциональных оценок принадлежала Ивану Тургеневу, который, прочитав «Четыре дня», назвал молодого автора продолжателем писательской «славы Достоевского и Толстого».
Владимир Короленко позднее писал, что на публикацию в «Отечественных записках» обратила внимание значительная часть русской интеллигенции, а фамилия никому доселе не известного автора «сразу засверкала над литературным горизонтом яркой звездой». Поэт Пётр Якубович в статье, озаглавленной «Гамлет наших дней», назвал историю четырёхдневных терзаний бойца правдивой и «осязательно живой»:
Гаршин с особой подробностью останавливается на самом страшном преступлении, лежащем на совести современного человечества, - на войне.

## Анализ
У Гаршина совестливость — это доминанта, даже в таком отчаянном положении человек думает о собственной вине, невзирая на страх, боль и жажду.
Большинство критиков сходятся во мнении, что сильной стороной Гаршина было умение показать «окопную правду» войны. Герой рассказа, как и его автор, отправляется на фронт, повинуясь чувству долга и преследуемый чувством вины перед сверстниками, которые «лбы и груди подставляют под пули». Но оказавшись на фронте, рядовой Иванов вновь испытывает нравственные мучения — на сей раз из-за того, что лишил жизни простого египетского земледельца, не по своей воле попавшего на театр боевых действий. Ни герой, ни автор не пытаются докопаться до социальной подоплёки, порождающей войну, но она чужда и непонятна обоим.
Самый драматичный момент рассказа, по мнению Григория Бялого, — это появление убитого солдата турецкой армии. Он, как и бывший студент Иванов, — жертва войны; если один оставил на родине дом и хозяйство, то второй — мать и невесту Машу. На поле боя эти люди, такие разные, связаны общей бедой.
Публицист Александр Мелихов обращает внимание на интонацию рассказа — в нём нет нарочитой аффектации, экспрессивных элементов, излишних знаков препинания. Автор отказывается от использования дополнительных красок при изображении войны, сохраняя подчёркнуто нейтральную манеру изложения; повествование строится в формате «жёсткой очеркистики».
Владимир Короленко при анализе «Четырёх дней» полемизировал с критиками, увидевшими в рассказе «толстовское влияние», которое, по их мнению, особенно сильно проявилось в эпизоде падения героя и созерцания им синей высоты; точно так же Андрей Болконский, лёжа под небом Аустерлица, размышлял о вечных вопросах. Разница между героями, считал Короленко, в том, что вольноопределяющийся Иванов, в отличие от князя, не стремился к постижению тайн мироздания; для него было важнее найти ответ на конкретный вопрос: за что я его убил? Эту точку зрения поддерживает Александр Мелихов, убеждённый, что
Гаршин — не Толстой, и герой его — не Андрей Болконский: высокое небо не пробуждает в нём отрешённости от всего земного.